# Roodvleugelpapegaai
De roodvleugelpapegaai (Touit dilectissimus) is een vogel uit de familie Psittacidae (papegaaien van Afrika en de Nieuwe Wereld).

## Verspreiding en leefgebied
Deze soort komt voor van oostelijk Panama tot Venezuela en noordwestelijk Ecuador.

## Status
De grootte van de populatie is niet gekwantificeerd maar de soort wordt omschreven als niet algemeen voorkomend. Op de Rode lijst van de IUCN heeft deze soort de status niet bedreigd.